# Eudioctria tibialis
Eudioctria tibialis là một loài ruồi trong họ Asilidae. Eudioctria tibialis được Banks miêu tả năm 1917.